# I Still See You
 I Still See You es una película estadounidense de suspenso y misterio sobrenatural, dirigida por Scott Speer, a partir de un guion de Jason Fuchs. Está basada en la novela Break My Heart 1000 Times, de Daniel Waters. Es protagonizada por Bella Thorne, Dermot Mulroney y Richard Harmon. 
La película fue estrenada el 12 de octubre de 2018 por Lionsgate. 

## Reparto
- Bella Thorne como Veronica "Ronnie" Calder.
- Zoe Fish como joven Ronnie.
- Richard Harmon como Kirk Lane.
- Dermot Mulroney como August Bittner.
- Amy Price-Francis como Anna Calder.
- Shaun Benson como Robert Calder.
- Louis Herthum como el Dr. Martin Steiner
- Thomas Elms como Brian.
- Sara Thompson como Janine.
- Hugh Dillon como Mathison.
- Marina Stephenson Kerr como el pastor Greer.
- Darcy Fehr como el padre de Kirk.

## Producción
En julio de 2016, se anunció que Bella Thorne se había unido al elenco de la película, con Scott Speer dirigiendo un guion de Jason Fuchs, basado en la novela Break My Heart 1000 Times, de Daniel Waters. Paul Brooks es el productor de la película, mientras que Scott Niemeyer, Brad Kessell y Fuchs son los productores ejecutivos. Gold Circle Films produce la película. En marzo de 2017, Dermot Mulroney y Richard Harmon se unieron al reparto de la película.

### Rodaje
La fotografía principal comenzó en marzo de 2017. Algunas partes de la película se filmaron en Winnipeg, Canadá, en una escuela local, el Instituto Universitario Daniel McIntyre. Algunas otras escenas también fueron filmadas en el puente de Arlington ubicado en la ciudad. Muchas partes de la película ambientadas en "Jewel City" fueron filmadas en Carman, Manitoba. 

## Estreno
La película fue estrenada el 12 de octubre de 2018 por Lionsgate.